# Xanthichthys ringens
Xanthichthys ringens is een straalvinnige vissensoort uit de familie van de trekkervissen (Balistidae). De wetenschappelijke naam is gepubliceerd in 1758 door Linnaeus als  Balistes ringens  in de tiende editie van Systema naturae.